# Amblymora samarensis
Amblymora samarensis là một loài bọ cánh cứng trong họ Cerambycidae.